# Llei de Benford

Freqüència del primer dígit significatiu de constants físiques juntament amb la llei de Benford

Distribució dels primers dígits (barres vermelles, en %) en la població dels 237 països del món el juliol de 2010. Els punts negres indiquen la distribució predita per la llei de Benford.

La llei de Benford, també anomenada llei del primer dígit, és una distribució de probabilitat que descriu la distribució de freqüència dels dígits en molts (però no tots) dels conjunts de dades extrets de la vida real. En aquesta distribució, el nombre 1 apareix com a primer dígit en aproximadament el 30% dels casos, mentre que els altres nombres apareixen en aquesta posició amb menys freqüència: el 9 com a primer dígit apareix en menys del 5% dels casos.
Aquesta distribució de probabilitat és aplicable a una àmplia varietat de conjunts de dades, com ara imports de factures a pagar, nombre de població, llargada dels rius, constants físiques i matemàtiques, preus d'accions i processos descrits per la llei de potències (molt comuns en la natura).
Va ser anomenada així després que la formulés el físic Frank Benford el 1938,
encara que ja havia estat anunciada prèviament per Simon Newcomb el 1881.

## Formulació matemàtica
Un conjunt de nombres compleix la llei de Benford si, al escriure'l en un sistema de numeració decimal, la primera xifra significativa (el primer dígit diferent de 0) és d amb probabilitat:
{\displaystyle p(d)=\log _{10}\left(1+{\frac {1}{d}}\right)=\log _{10}(d+1)-\log _{10}(d)}.
Aquesta fórmula es pot generalitzar. La probabilitat que es produeixi el nombre d en base B a l'n-enèsim lloc (comptat des del principi, començant pel 0) és:
{\displaystyle p_{n}(d)=\sum _{k=\lfloor B^{n-1}\rfloor }^{B^{n}-1}\log _{B}\left(1+{\frac {1}{k\cdot B+d}}\right)}
on {\displaystyle \lfloor \cdot \rfloor } denota la funció d'arrodoniment.
La fórmula es simplifica especialment per al primer dígit:
{\displaystyle p(d)=p_{0}(d)=\log _{B}\left(1+{\frac {1}{d}}\right)=\log _{B}\left(d+1\right)-\log _{B}\left(d\right)}.
És fàcil comprovar que la suma de les probabilitats de tots els diferents dígits en un determinat punt és 1, ja que després d'aplicar la llei del logaritme ja utilitzada per al primer lloc, la suma resulta en una sèrie telescòpica.

## Distribució dels dígits
Distribució dels primers dígits segons la llei de Benford:
| Dígit | Percentatge d'aparició | Percentatge d'aparició |
| ----- | ---------------------- | ---------------------- |
| 1     | 30.1%                  | 301                    |
| 2     | 17.6%                  | 176                    |
| 3     | 12.5%                  | 125                    |
| 4     | 9.7%                   | 97                     |
| 5     | 7.9%                   | 79                     |
| 6     | 6.7%                   | 67                     |
| 7     | 5.8%                   | 58                     |
| 8     | 5.1%                   | 51                     |
| 9     | 4.6%                   | 46                     |

## Algunes propietats
La llei de Benford és l'única distribució de probabilitat pel primer dígit que resulta invariant per escales. Això significa que si agafem un conjunt de dades que compleix la llei de Benford i els multipliquem tots per una constant, els nombres resultants segueixen verificant la llei. Recíprocament, si un conjunt de nombres té aquesta propietat sobre l'aparició del primer dígit (la freqüència d'aparició de cada dígit com a primera xifra significativa no canvia al multiplicar-los per una constant) llavors compleix la llei de Benford.
Per saber quin és el primer dígit d'un nombre n, el que es fa és dividir n entre 10k-1 (on k és el nombre de xifres que té n) i observar en quin dels intervals [1, 2), [2, 3), ... [9, 10) cau aquest resultat. Es pot pensar en el resultat d'aquesta divisió com una variable aleatòria X amb domini [1, 10). Aquesta variable aleatòria segueix la llei de Benford si i només si {\displaystyle \log _{10}(X)} es distribueix uniformement en [0, 1].

## Explicació
La propietat d'invariància d'escala pot donar una explicació intuïtiva del perquè del compliment de la llei en certs tipus de dades. Per exemple, si es mesura la longitud de tots els rius del món, la freqüència d'aparició del primer dígit no hauria de ser diferent si es fan servir metres, iardes, peus o una altra mesura de longitud. Sent l'única distribució que compleix la propietat d'invariància respecte el canvi d'escala, sembla lògic que sigui la llei seguida per aquestes dades.
El fet que la primera xifra amb major freqüència que les altres sigui l'1, pot ser entès si es té en compte que es comença a comptar des d'1 fins a 9, moment en què cada xifra té la mateixa probabilitat. Però de 10 a 19 només es té com a primera xifra l'1, i només quan s'arribi a 99 totes les xifres tindran la mateixa probabilitat de nou.

## Aplicacions
La llei de Benford s'ha utilitzat en camps molt diversos:
- Economia: Al 1992, Mark Nigrini va popularitzar l'ús de la llei de Benford en la detecció de frau i en l'estudi de diverses variables econòmiques.[6]

- Genètica: La llei de Benford s'ha utilitzat per analitzar les diferències de llargària del genoma entre diferents tipus d'organismes, i predir la llargària màxima del genoma en procariotes.[7]

- Política: S'ha provat de detectar frau electoral mitjançant la llei de Benford, tot i que la utilitat en aquest cas ha estat qüestionada.[8]

De 2007 ençà alguns centres d'investigació europeus en programació informàtica, a petició de grans firmes auditores multinacionals membres de IRM, DGUV, ISACA, IEEE i IIA, es van dedicar a identificar els elements de dades amb valors que no complissin la llei de Benford. Aquesta tasca es va fer mitjançant diversos mètodes i models, emprant elements propis de la teoria del Caos (fractals), teoria de valors extrems, models estocàstics i models de Bayes com el coeficient de Sorensen-Dice, i de 2008 ençà usant dendogrames per a aplicar el mètode Carrison-Vasiliou-GG en diversos països (bancs, govern, serveis, petit comerç, registre civil, assegurança social, salut comunitària, etc.) com processos d'auditoria forense i detecció de sospites, per exemple en l'atorgament de cèdules d'identitat o passaports, estimació de vot en processos electorals, compres o contractacions públiques, control de corrupció i evasió d'impostos, i control anti-dopatge, entre d'altres.